# 용고

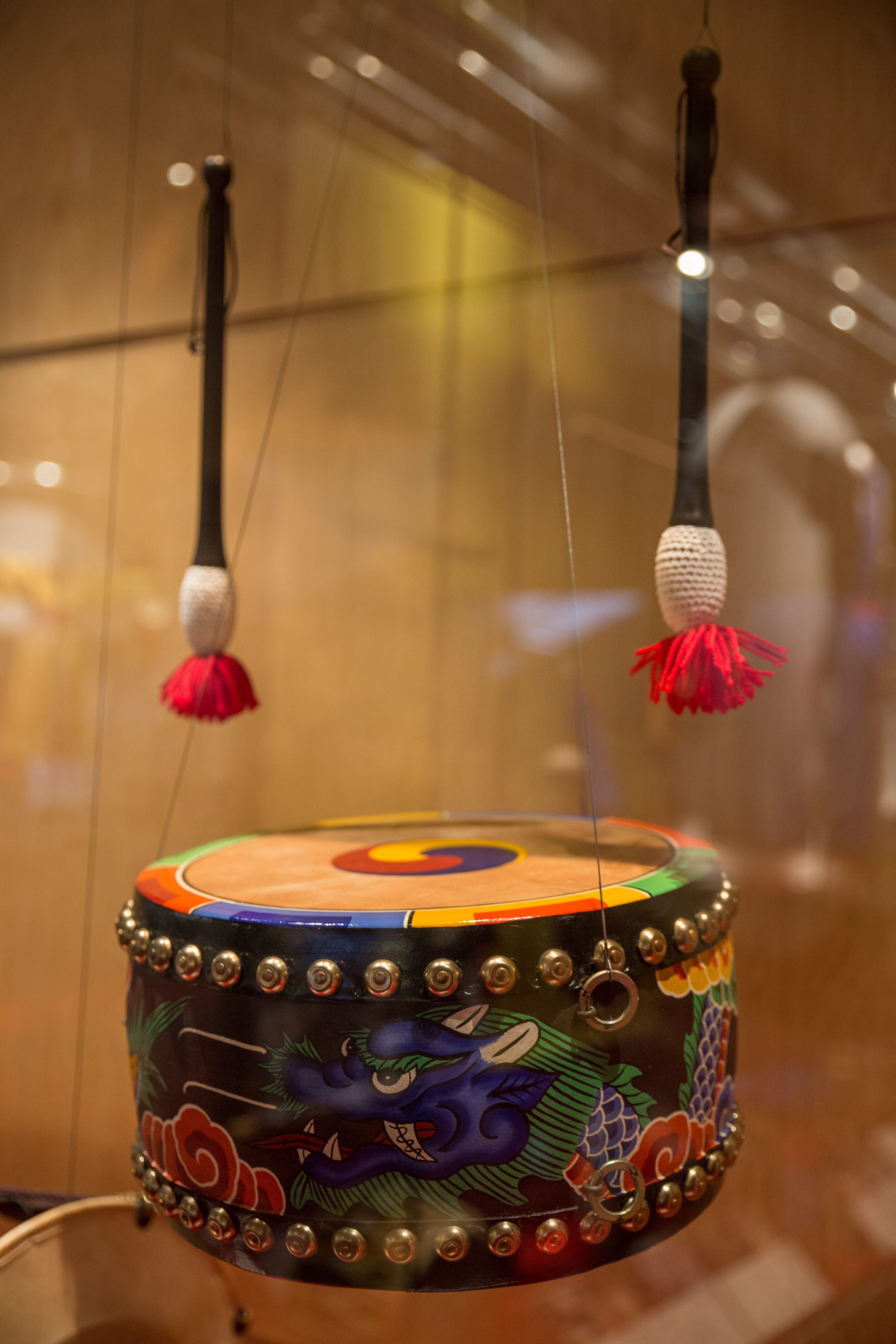

용고(龍鼓)는 무율 타악기이자 혁부악기이다. 북의 일종으로 북통 양편에 고리를 달고 끈을 매어 어깨에 메되 북이 앞배에 오게 하고 북면이 위로 오게 하여 양손에 북채를 쥐고 내리친다. 태평소·소라·징 등과 함께 대취타(大吹打)에 편성된다. 중국에서 고대부터 쓰였다 하며 우리나라에서도 일찍부터 쓰였겠으나 언제부터인지 확실한 것은 밝혀져 있지 않다. 북면의 지름은 1자 4치, 북통의 높이는 7치이다.